# Fara v Horní Libchavě
Budova bývalé fary v Horní Libchavě je barokní objekt v obci Horní Libchava na Českolipsku v Libereckém kraji. Nachází se v sousedství farního kostela sv. Jakuba Většího, který je spravován z hornolibchavské farnosti se sídlem v České Lípě. V současné době je budova v soukromých rukou a slouží jako ubytovací zařízení. Budova je chráněná jako kulturní památka.

## Historie

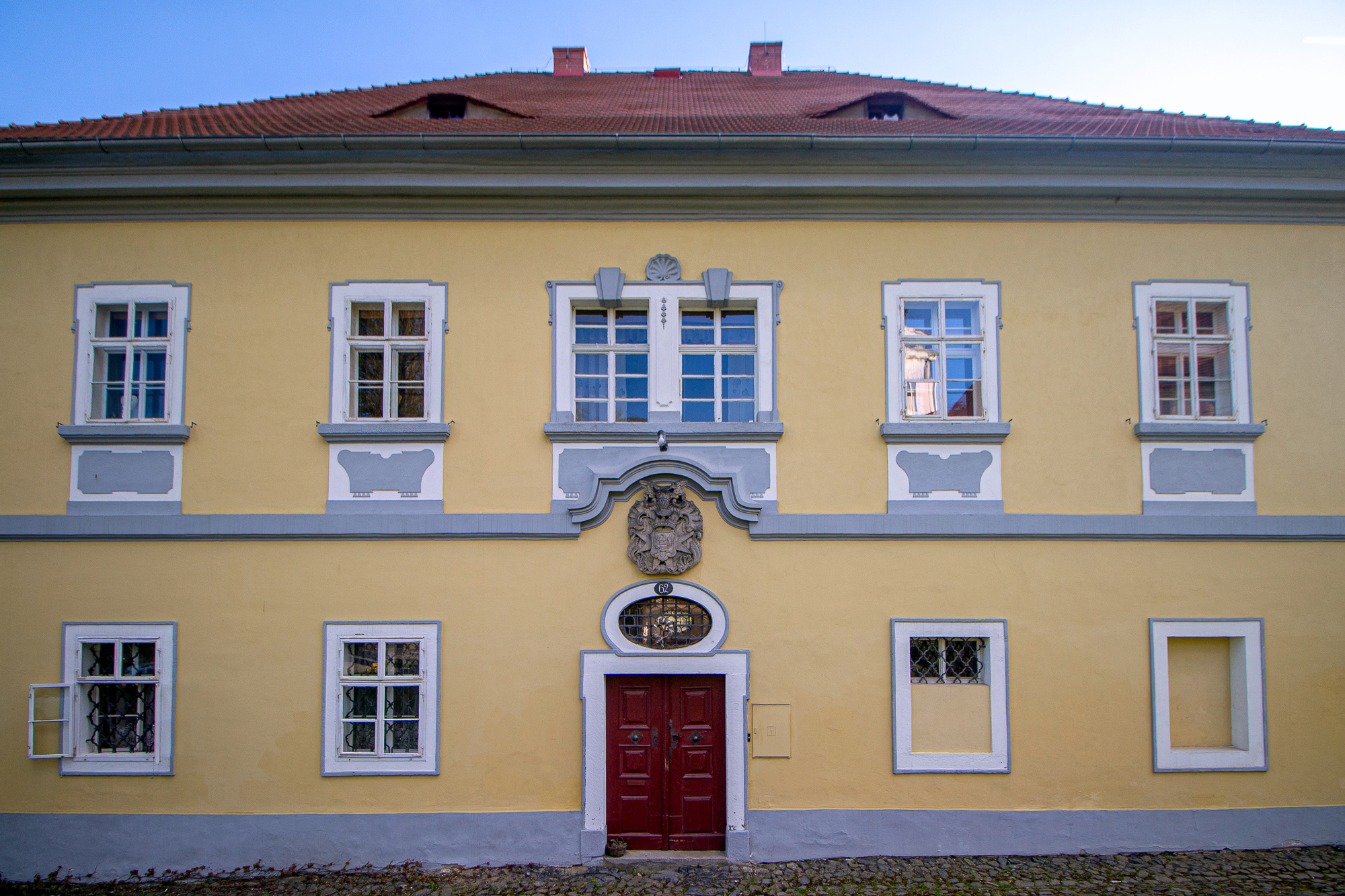
Průčelí budovy s erbem velkopřevora hraběte Čejky z Olbramovic

Fara byla vystavěna v 18. století a mezi lety 1748-1754 upravena do současné podoby velkopřevorem Řádu maltézských rytířů hrabětem Václavem Jáchymem Čejkou z Olbramovic, jehož erb se nachází nad vstupem fary.
Řád maltézských rytířů spravoval nadační panství v Horní Libchavě včetně libchavského zámku, kostela sv. Jakuba a fary, o jejichž reprezentativní přebudování se řád postaral.
V letech 1898 -1902 zde působil jako farář P. Hammerschmied, budoucí převor Řádu maltézských rytířů, či arciděkan František (Franz) Graf, který zde směl zůstat i po odsunu německého obyvatelstva.
V 70. a 80. letech 20. století byl objekt pronajímán soukromým osobám pro rekreační účely.